# Метание диска

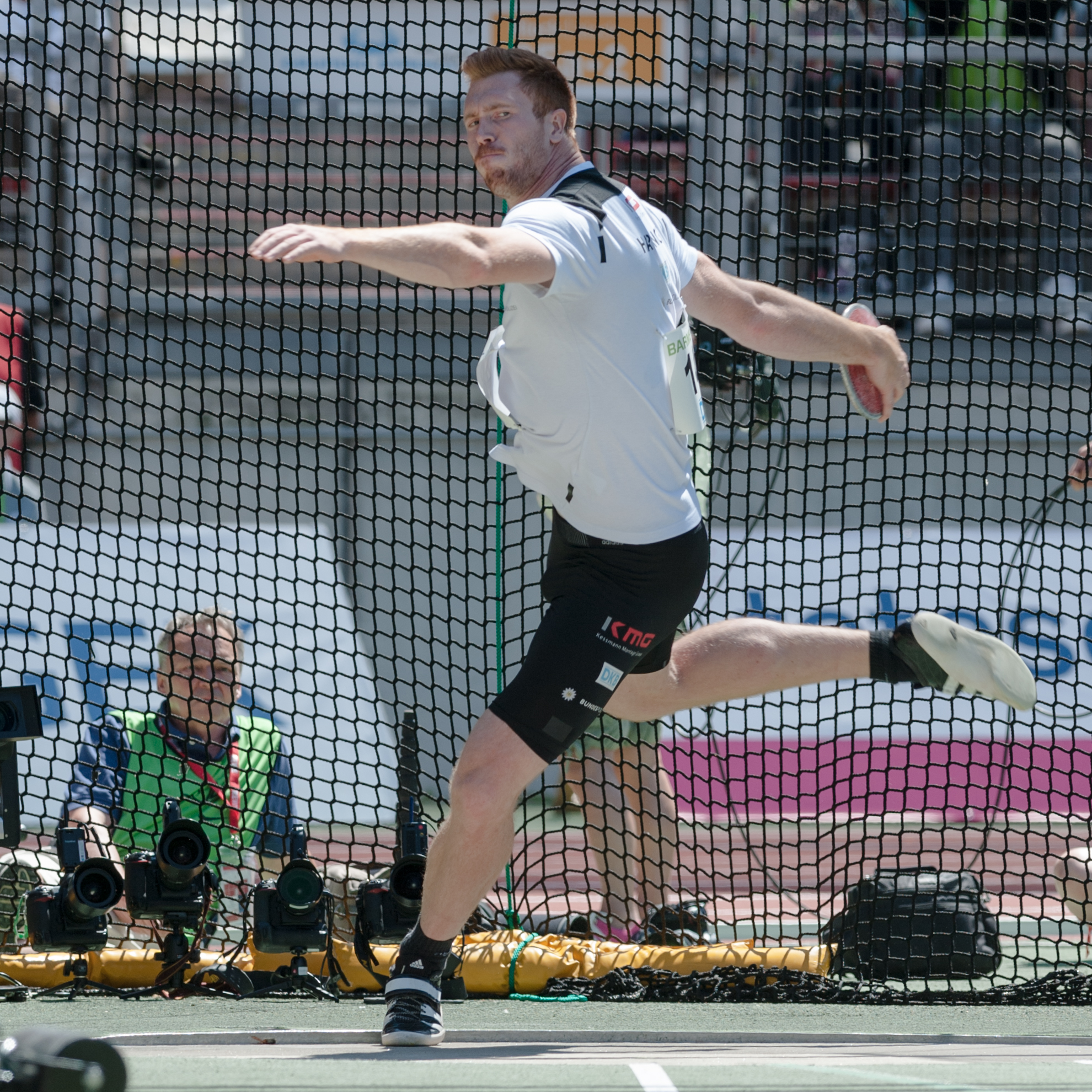
Кристоф Хартинг выполняет попытку в метании диска

Мета́ние ди́ска — дисциплина в лёгкой атлетике, заключающаяся в метании специального спортивного снаряда — диска на дальность. Относится к метаниям и входит в технические виды легкоатлетической программы. Требует от спортсменов силы и координации движений.
Является олимпийской дисциплиной лёгкой атлетики для мужчин с 1896 года, для женщин с 1928 года.
Входит в состав легкоатлетических многоборий.

## Соревнования и правила
Участники соревнований выполняют бросок из круга диаметром 2500 мм. Дальность броска измеряется как расстояние от внешней окружности этого круга до точки падения снаряда. Вес диска у мужчин — 2 кг, у юниоров 1,75 кг, у юношей 1,5 кг. У женщин, юниорок и девушек — 1 кг. Диаметр диска составляет 219—221 мм для мужчин и 180—182 мм для женщин.
В официальных соревнованиях ИААФ спортсмены выполняют шесть попыток. Если участников больше восьми, то после 3-х первых попыток отбираются восемь лучших, которые в следующих трёх попытках определяют победителя по максимальному результату в шести попытках.
Метание диска производится из ограждённого сеткой сектора с разрешённым горизонтальным углом вылета не более 35° (точнее, 34,92°), иначе диск не сможет вылететь в поле и врежется в сетку или опоры. Ширина ворот вылета диска составляет 6 м. Запрещается выход спортсмена за границу сектора, пока диск не приземлится. Допускается задевание диском ограждения сектора, если другие правила не нарушены.

## Метание диска в Древней Греции

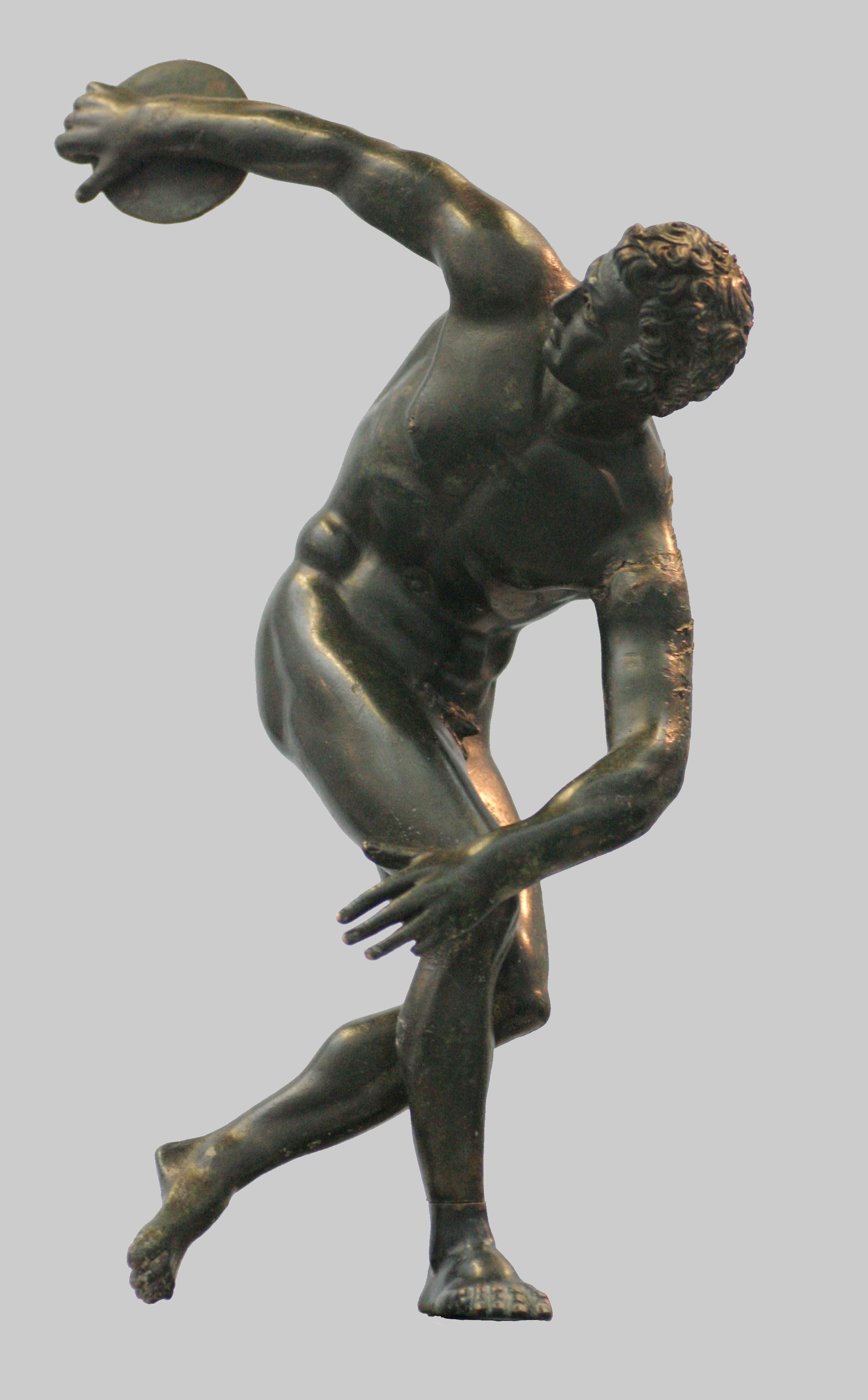
Дискобол Мирона

Метание диска — очень древний вид спорта. В V веке до н. э. скульптор Мирон изготовил скульптуру дискобола (Diskobolos), которая сейчас всемирно известна. Древнегреческие боги также играли с диском. По одному из мифов, Аполлон соревновался в метании диска со своим возлюбленным, принцем Спарты Гиацинтом. Чтобы произвести впечатление, Аполлон бросил диск изо всех сил. Гиацинт, со своей стороны, хотел впечатлить Аполлона и попытался диск поймать. Диск попал в Гиацинта, и он погиб. По другой легенде, ревнивый бог западных ветров Зефир подул в диск, чтобы погубить Гиацинта.
Как показывают исследования историков и археологические раскопки, метание диска было популярно в Древней Греции, и эти состязания проходили на античных олимпийских играх. Снаряды изготавливались из камня и бронзы, массой от 1,25 до 5,70 кг, диаметром от 16,5 до 34 см. Насколько можно судить по историческим свидетельствам того времени, метали атлеты с возвышения, боковым движением, когда плоскость диска находилась перпендикулярно земле.

## Современная техника

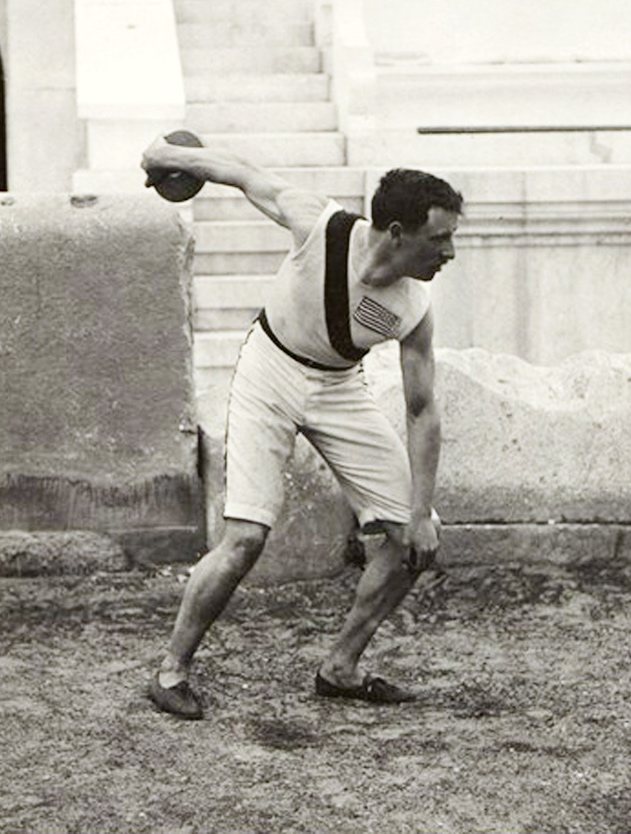
Роберт Гарретт бросает диск на Олимпиаде в Афинах 1896

Метание диска как вид в современную эпоху было решено возродить на Первых Олимпийских играх в Афинах (1896 г.). Тогда ещё не было ясного представления о технике, и соревнования прошли в греческом стиле. В 1908 году на Олимпиаде в Лондоне соревнования провели в двух стилях: греческом и вольном (близком к современному). Вольный выиграл по дальности, и в дальнейшем началось совершенствование стиля, при котором в начальном положении вращение диска происходит в горизонтальной плоскости.
Первоначально метали с возвышения, как древние греки, затем перешли в сектор для толкания ядра. Однако для метания диска размеры сектора были малы, и с 1910 года IAAF увеличила их до 2,5 метров.
В 1921 году американец Догерти предложил новый стиль — с полутора поворотами. Атлет начинал движение левым боком в направлении будущего броска и, вращаясь сначала на левой ноге, перешагивал на правую. В 1930 году американец Кренц превысил рубеж 50 м (51,03 м), и его вариант техники – поворот в высоком скачке – стал наиболее популярным в мире. До 1940-х годов шло совершенствование этого стиля, и с того времени техника дискоболов принципиально не меняется.

## Физика метания диска
Начальная скорость диска у атлетов высокого класса достигает 25 м/с. Оптимальным для мужчин-дискоболов при безветрии считается угол вылета снаряда порядка 36—38°. При выполнении метательного движения спортсмены также придают собственное вращение диску, что позволяет снаряду приобрести дополнительную устойчивость в полёте.
Встречный ветер (так же, как в прыжках на лыжах с трамплина) скоростью до ~5 м/с является благоприятным фактором. При этом чем выше скорость встречного ветра, тем меньше должен быть угол вылета снаряда из рук. Поэтому умение чувствовать ветер и умение, как говорят спортсмены, «попасть в снаряд» и «положить диск на ветер» — одна из составляющих мастерства дискобола высокого класса. Свидетельством невысокого класса спортсмена являются поперечные биения диска в полёте, неустойчивая траектория, когда диск заваливается на ребро и быстро падает вниз.

## Современное развитие

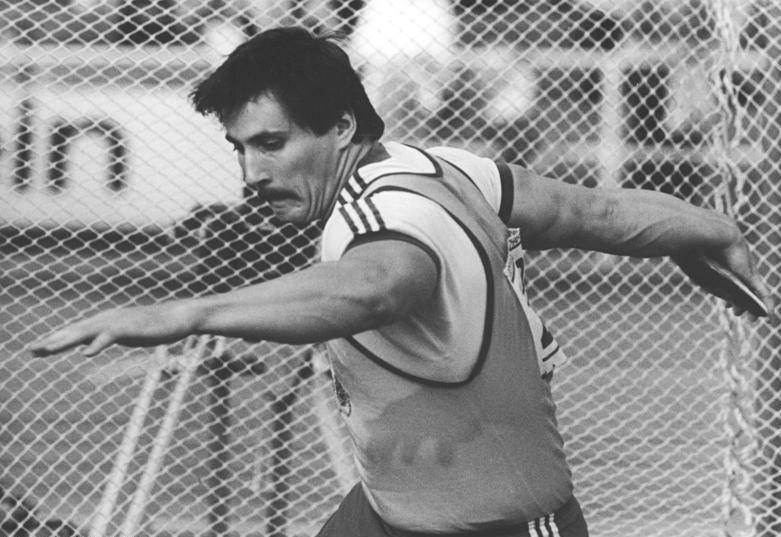
Юрген Шульт (ГДР), выполняет попытку в метании диска

Как и во всех метательных дисциплинах, в метании диска долгие годы безраздельно доминировали атлеты США. Начиная с 1980-х годов с ними конкурируют представители ГДР и ФРГ. С 2000-х годов лидирующие позиции захватили спортсмены Венгрии, Эстонии, Литвы.
У женщин метание диска вошло в соревновательную программу Олимпийских игр с 1928 года. Первой советской олимпийской чемпионкой в лёгкой атлетике стала Нина Пономарёва-Ромашкова (1952).
Выдающихся результатов в этом виде спорта добился американец Эл Ортер, выигравший 4 золотых медали на Олимпийских играх с 1956 по 1968 год. Характерным для метания диска является частое совмещение его с толканием ядра. Советская спортсменка Тамара Пресс выигрывала Олимпийские игры в толкании ядра (1960, 1964) и метании диска (1964).

## Рекорды
| Результат          | Спортсмен        | Страна | Дата             | Место                  |
| ------------------ | ---------------- | ------ | ---------------- | ---------------------- |
| Мировой рекорд     |                  |        |                  |                        |
| 75,56 м (мужчины)  | Миколас Алекна   | Литва  | 13 апреля 2025   | Рамона, Оклахома, США  |
| 76,80 м (женщины)  | Габриэла Райнш   | ГДР    | 9 июля 1988      | Нойбранденбург, ГДР    |
| Олимпийский рекорд |                  |        |                  |                        |
| 70,00 м (мужчины)  | Роже Стона       | Ямайка | 7 августа 2024   | Париж, Франция         |
| 72,30 м (женщины)  | Мартина Хелльман | ГДР    | 29 сентября 1988 | Сеул, Республика Корея |

## Спортсмены
- Герд Кантер (Эстония)
- Эл Ортер (США)
- Мак Уилкинс (США)
- Ларс Ридель (Германия)
- Юрген Шульт (ГДР)
- Виргилиус Алекна (Литва)
- Владимир Трусенёв (СССР)
- Евгений Богуцкий (Белоруссия)
- Эллина Зверева (Белоруссия)
- Нина Пономарёва-Ромашкова (СССР)
- Фаина Мельник (СССР)
- Эвелин Яль (ГДР)
- Наталья Садова (Россия)

## Метание диска в филателии

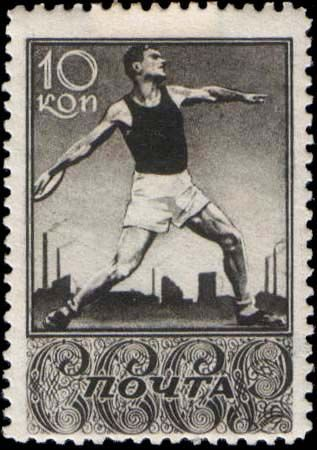
Марка СССР, 1938 г. ЦФА (ИТЦ «Марка») #646.
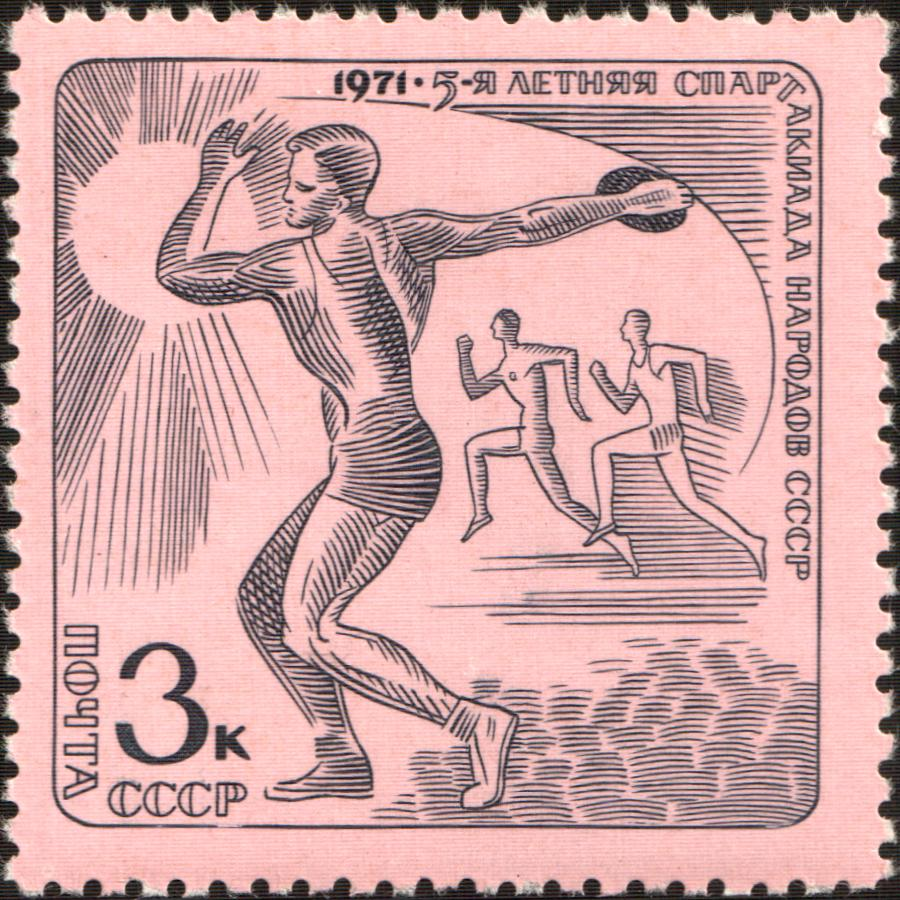
Марка СССР, 1971 г. ЦФА (ИТЦ «Марка») #4012.
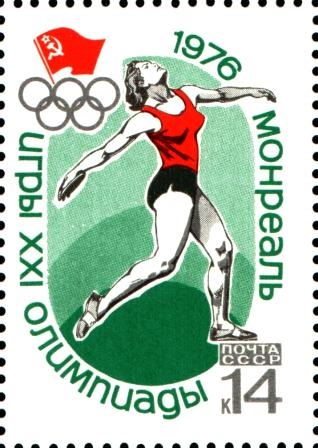
Почтовая марка СССР № 4586. 1976. XXI летние Олимпийские игры.
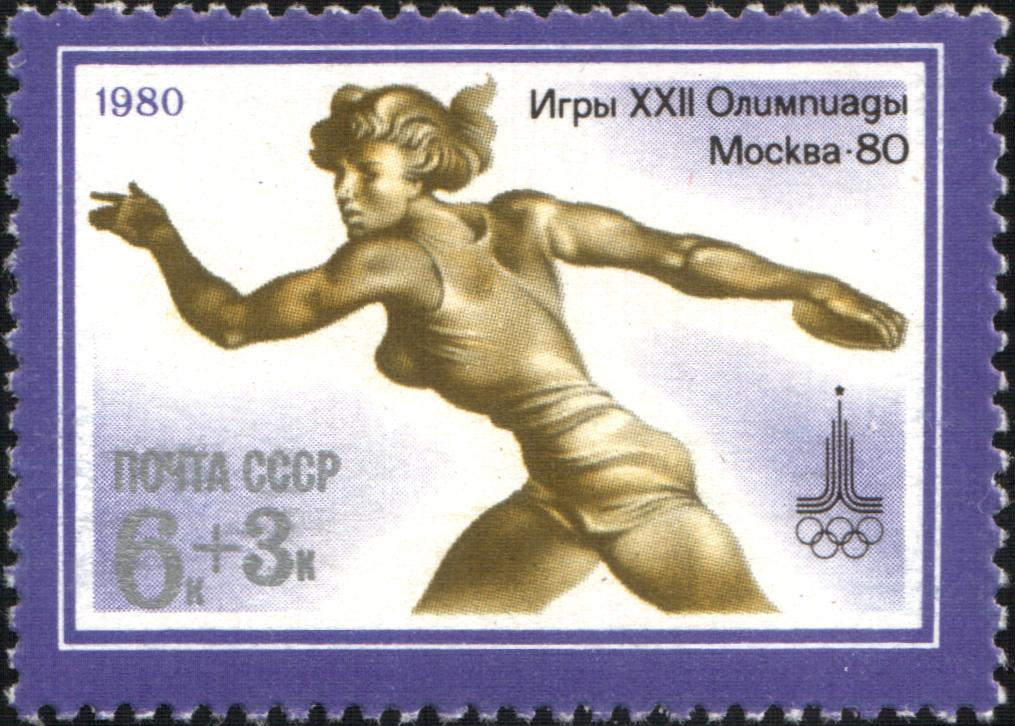
Марка СССР, 1980 г. ЦФА (ИТЦ «Марка») #5045.
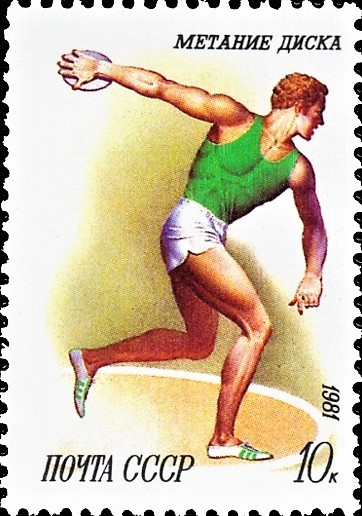
Марка СССР № 5201. 1981 г.
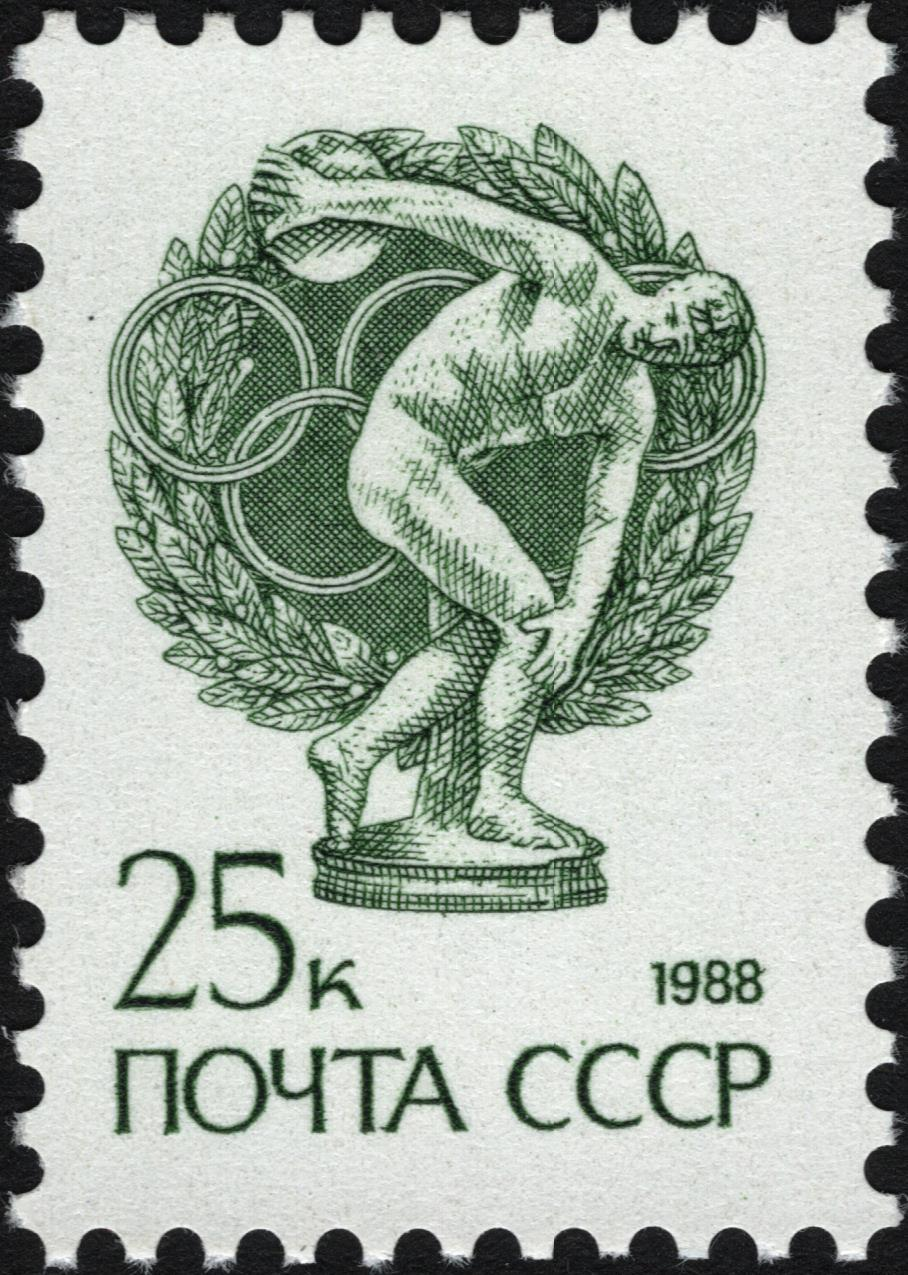
Марка СССР, 1988 г. ЦФА (ИТЦ «Марка») #6020.
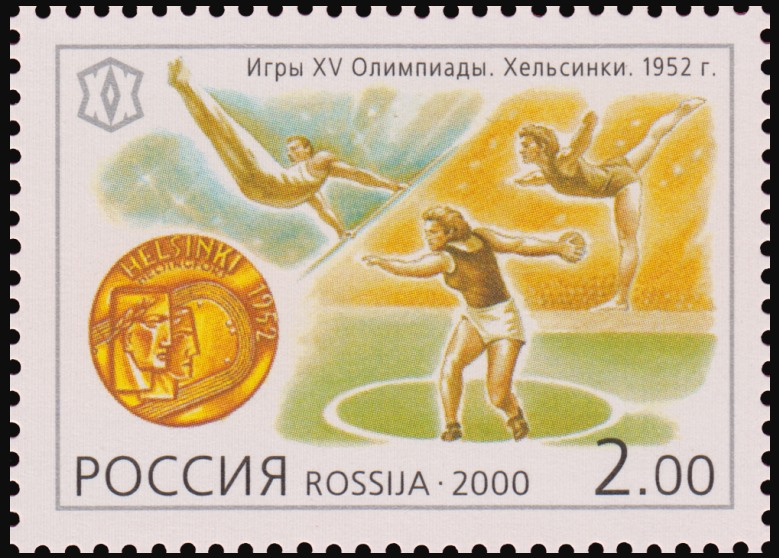
Марка России, 2000 г.